# Менологій Василія II

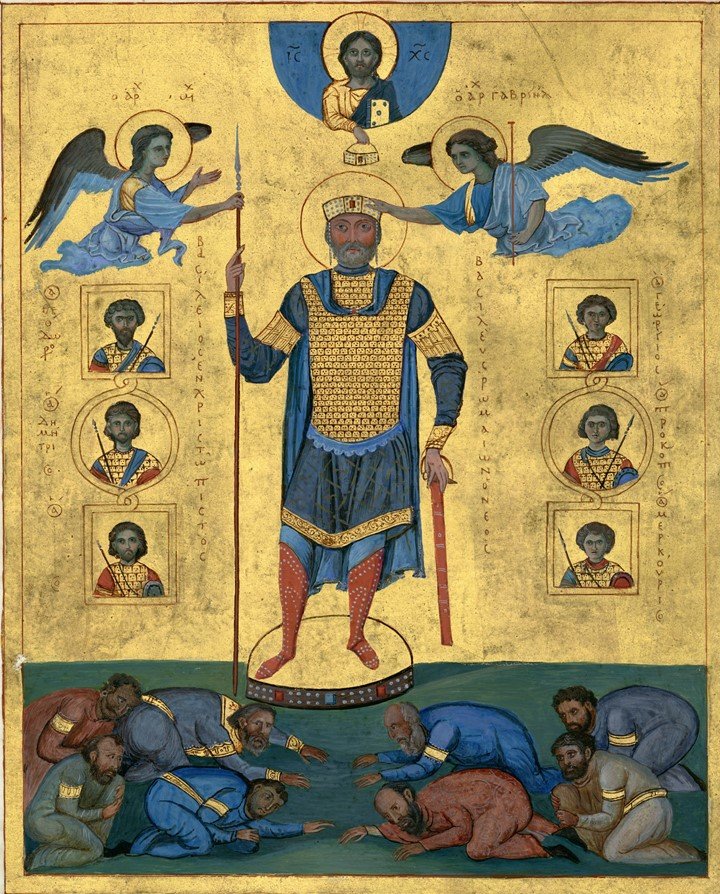
Образ Василія II

Менологій Василія II (також мінологій Василія II, місяцеслов Василія II) — ілюмінований рукопис, створений близько 1000 року для візантійського імператора Василія II (976–1025). Фактично це синаксаріон, церковний календар, що містить перелік святих і їх святкові дні з коротким описом з шістнадцяти рядків тексту і зображення святого або групи святих. Включає 430 мініатюр восьми різних художників. Тексти та зображення охоплюють лише половину релігійного календаря візантійського літургійного року (з вересня по лютий), тому передбачається, що було створено або передбачалося створити другий том. Зберігається у Ватиканській бібліотеці Повний факсиміле рукопису було виготовлено в 1907 році.

## Історія
Рукопис було написано в Константинополі за розпорядженням імператора Василя II або як подарунок для нього. Він був завершений між 979 та першими роками 11 століття. Протягом 14 століття він потрапив у володіння генуезького лікаря, який проживав у Константинополі. У 15 столітті його придбав міланський герцог Людовико Сфорца. На початку XVII століття кардинал Паоло Еміліо Сфондраті подарував рукопис папі Павлу V і зараз він зберігається у Ватиканській бібліотеці.

Булгарські солдати забивають християн